# 拜占庭海軍
東羅馬海軍組成東羅馬帝國的海軍部隊，直接繼承自羅馬海軍，如同它所服務的東羅馬帝國繼承自羅馬帝國一樣。但東羅馬海軍比前輩發揮的作用更大。比起東羅馬海軍，羅馬海軍面對的巨大海上威脅較少，它的任務是維持治安，而且不論權力和威望都遠遠比不上罗马军团。而大海則主宰東羅馬帝國的生死存亡，一些歷史學家稱東羅馬帝國為“海上帝國”。
公元5世紀，羅馬在地中海的霸權，首次受到汪達爾的威脅。不過在公元6世紀，汪達爾的威脅由查士丁尼一世用戰爭解除了；同一時期，東羅馬海軍重新建立永久艦隊和引進道蒙戰船，標誌著東羅馬海軍開始偏離其羅馬根源，並開始形成自己的獨特性。穆斯林於公元七世紀開始征服戰，令東羅馬帝國更進一步加強海軍。隨著失去地中海東部和非洲，地中海從“羅馬湖”變成東羅馬帝國和阿拉伯人之間的戰場。在這些鬥爭中，東羅馬艦隊是至關重要的，它們不僅保衛帝國廣佈地中海周圍的財產，而且擊退對帝國首都君士坦丁堡的海上攻擊。東羅馬海軍使用新發明的“希臘火”──東羅馬帝國最知名和令人聞風喪膽的秘密武器，而獲得多次勝利並且數次解救被圍攻的君士坦丁堡。7世纪时，東羅馬帝國的海岸与君士坦丁堡的入海口皆由卡拉比西安舰队护卫，不过其后来被拆分为许多地方性的舰队，在君士坦丁堡有一支常备的中央舰队，用于保卫这座城市并在远征中充任核心角色。

## 註腳
1. ↑  Lewis & Runyan 1985，第20頁; Scafuri 2002，第1頁